# Фрумушелу (Бакау)
Фрумушелу (рум. Frumușelu) насеље је у Румунији у округу Бакау у општини Главанешти. Oпштина се налази на надморској висини од 191 m.

## Становништво
Према подацима из 2002. године у насељу је живело 1496 становника, од којих су сви румунске националности.